# ارین گمل
ارین گمل (انگلیسی: Erin Gemmell؛ زادهٔ ۲ دسامبر ۲۰۰۴) شناگر زن اهل ایالات متحده آمریکا است.
وی در مسابقات کشوری و بین‌المللی در مجموع برندهٔ ۹ مدال طلا، ۶ مدال نقره، ۲ مدال برنز شده است.